# 内里教会

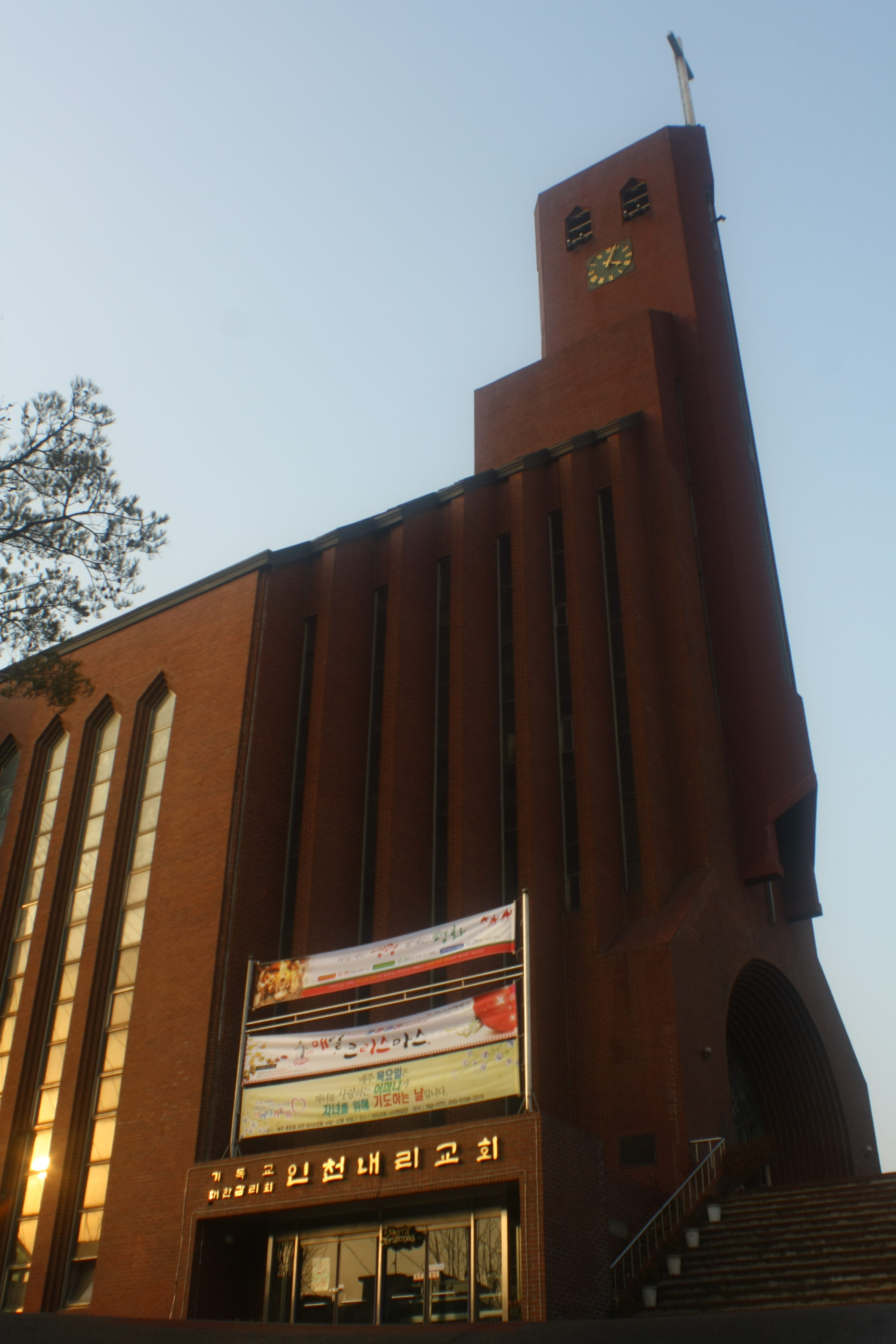
内里教会

内里教会（ネリきょうかい、내리교회）は、大韓民国のメソジスト（監理会）教会である。 仁川広域市中区内洞（ネドン）に位置する。
韓国でも最初期からのプロテスタント教会のひとつであり、信者は「韓国のオモニ（お母さん）教会（한국의 어머니교회）」とも呼ぶ。 韓国最初の初等学校（小学校）とされる永化初等学校を設立するなど、様々な部門で「韓国最初」の記録をもっている。 内里教会は当時から教育と宣教を併せて進めており、開化期の大韓帝国に新しい文物をもたらす一翼を担った。
元の教会を崩し、1901年12月に煉瓦造りの十字型の新たな建物を建てたが、1955年にはそれを崩して、再び新たな建物を建築し始め、1958年12月22日に新築奉献し、その後にも一度の改築を行なって、現在の姿の宣教100周年記念礼拝堂（선교100주년 기념예배당）が完成した。
現在は宣教100周年記念礼拝堂と、2011年に新築したアペンゼラー・ビジョン・センター（아펜젤러 비전센터）、2013年に新築した十字架刑ウェスレー礼拝堂（십자가형 웨슬리 예배당）と、合わせて3棟の建物を使っている。
1999年には社会福祉機関の内里療養院（내리요양원）を設立して、身寄りのない老人たちを助けている。
近隣には、聖公会の教会である聖公会内洞聖堂がある。

## 沿革
- 1885年7月29日：教会設立。アペンゼラー宣教師によって内里教会が創始された。
- 1891年：ホワイトチャペル建築（アペンゼラー宣教師による韓国監理教会最初の礼拝堂）。初期の済物浦（チェムルポ）ウェズリー礼拝堂。
- 1892年：ジョーンズ宣教師夫婦、永化学校を設立（韓国最初の小学校）
- 1893年：ジョーンズ宣教師、韓国最初の神学班を済物浦で開始。
- 1893年：女宣教会組織（韓国最初）
- 1894年：女性専用礼拝堂、建築（韓国人が自分たちの力だけで建てた最初の教会堂）
- 1897年：ニーンデ・エプワス青年会組織（韓国最初のプロテスタント教会青年会）
- 1899年：ウカクリ神学会開講（韓国最初の神学会）
- 1900年：『神学月報』（The Biblical and Church Monthly、韓国最初の神学校教材）発行
- 1961年：内里幼稚園設立
- 1999年：内里療養院開院
- 2009年：内里幼稚園休園
- 2011年：アペンゼラー・ビジョン・センター、新築
- 2013年：十字架刑ウェズリー礼拝堂、新築

## 建物
内里教会は、宣教100周年記念礼拝堂とアペンゼラー・ビジョン・センター、十字架刑ウェズリー礼拝堂を使っている。 これら3棟の建物は互いにごく近くに位置しており信徒が色々な用途で容易に使うことができる。
布教100周年記念礼拝堂で主日礼拝と水曜礼拝、金曜徹夜礼拝、明け方祈祷会など多くの礼拝が行なわれており、十字架刑ウェズリー礼拝堂では主日青年礼拝が行なわれている。アペンゼラー・ビジョン・センターは、地下を含めて合計9階の規模を有しており、その名にふさわしく教会学校の礼拝と青年会の集いに使われている。アペンゼラー・ビジョン・センターのビジョン・ホールは外部の行事を受け入れて使用させることもある。

## 交通
京仁線東仁川駅：首都圏電鉄1号線

## 画像

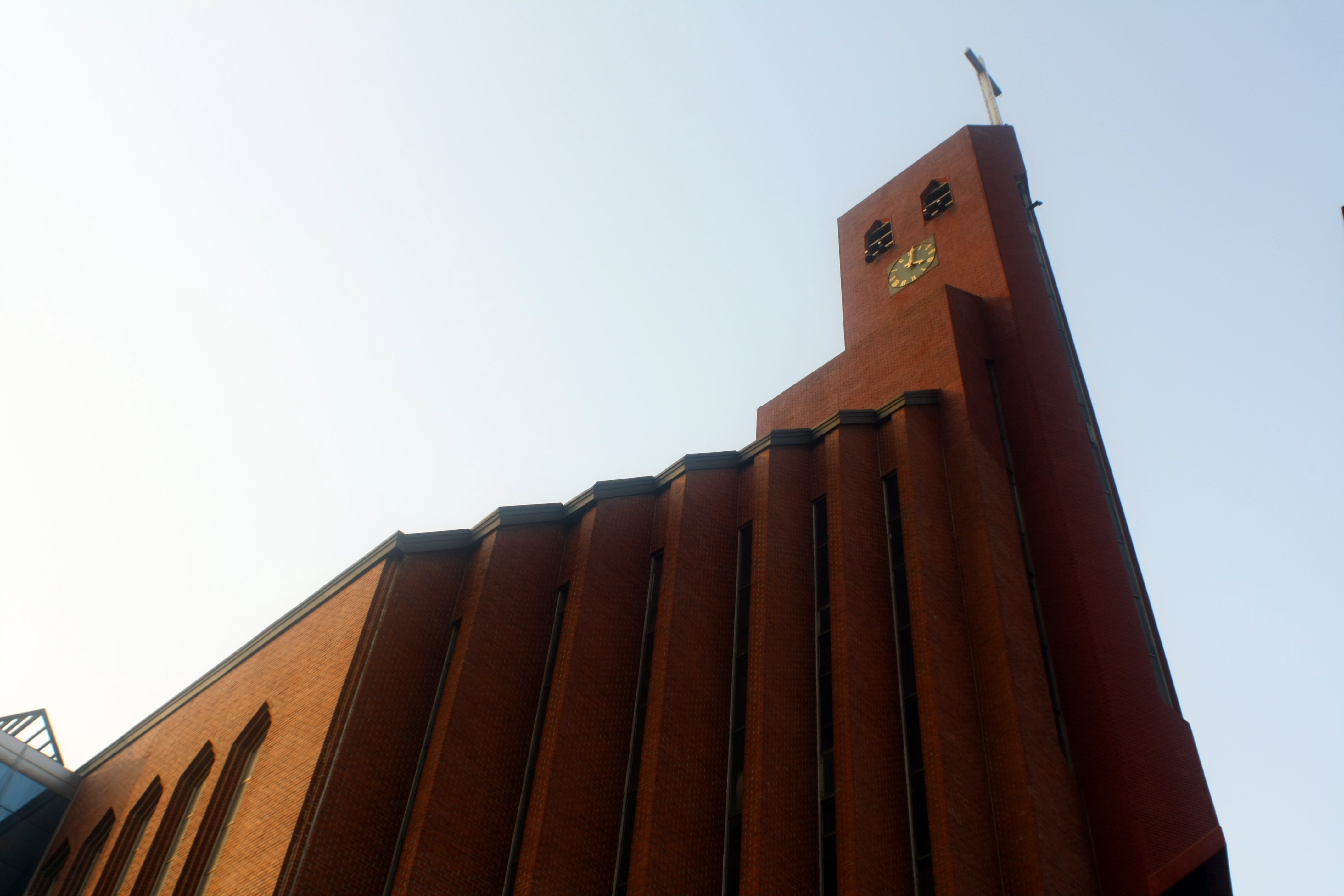
全景
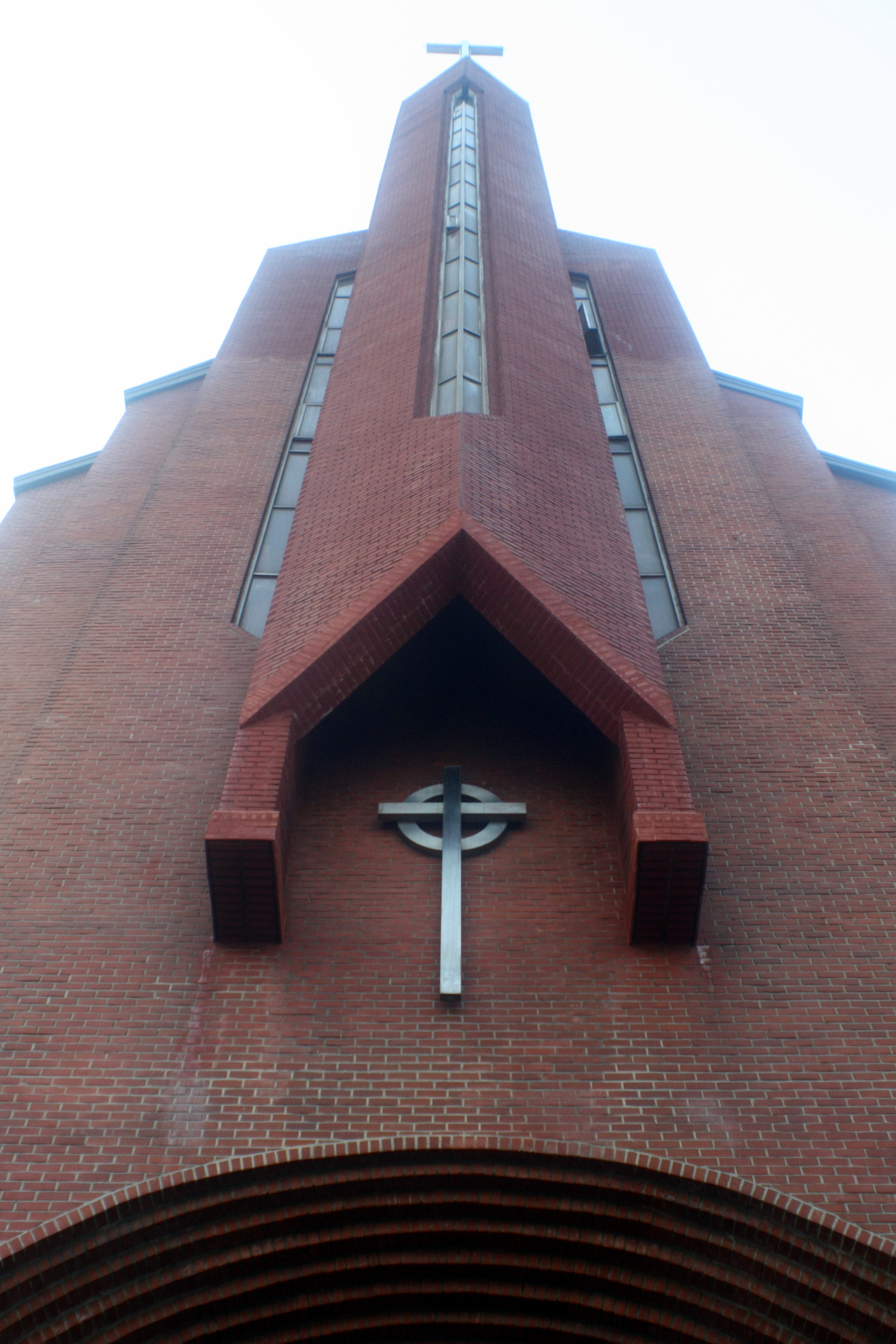
仰角で見た教会正面